# قائمة الأعمار المتوقعة عند الولادة في الوطن العربي
يعنى مؤشر العمر المتوقع عند الولادة عدد السنوات التي يتوقع أن يحيها طفل منذ الولادة في حالة أستمرار عوامل الوفاة السائدة وقت ولادته على ما هي عليه طوال حياته، ويعتبر هذا المؤشر حصيلة التقدم الإجمالي في مختلف المجالات الصحية والغذائية والاجتماعية والاقتصادية والثقافية، وقد حقق الوطن العربي تحسناً ملحوظاً بالنسبة لهذا المؤشر حيث تجاوز معدل الأعمار 65 سنة في أواخر الستينات بعد أن كان لا يفوق 50 سنة في بداية الخمسينات لكنه يبقى منخفضاً بالمقارنة مع معدل الدول المتقدمة (أكثر من 76 سنة)، إضافة إلى ذلك تشهد الدول العربية تفاوتاً واضحاً فيما بينها ففي الكويت والبحرين يقارب معدل العمر المتوقع معدل الدول المتقدمة بينما يبقى منخفضاً في الصومال وجيبوتي والسودان واليمن.

الوطن العربي

## قائمة بمعدل الأعمار عند الولادة في الوطن العربي
قائمة بالدول العربية من حيث معدل العمر المتوقع عند الولادة مقارنةً بالمعدل العالمي ومعدل الدول الأوروبية:
| الدولة                   | العمر المتوقع |
| ------------------------ | ------------- |
| الكويت                   | 77.5          |
| قطر                      | 75.5          |
| البحرين                  | 75.6          |
| الإمارات العربية المتحدة | 77.3          |
| السعودية                 | 72.7          |
| سوريا                    | 74.1          |
| ليبيا                    | 71.9          |
| تونس                     | 73.8          |
| عمان                     | 75.5          |
| الأردن                   | 72.4          |
| لبنان                    | 71.9          |
| الجزائر                  | 72.2          |
| مصر                      | 69.9          |
| المغرب                   | 71            |
| اليمن                    | 62.5          |
| السودان                  | 57.9          |
| موريتانيا                | 56.6          |
| جيبوتي                   | 55.1          |
| الصومال                  | 49.7          |
| جزر القمر                | 64.9          |
| فلسطين                   | غير معروف     |
| العراق                   | غير معروف     |
| العالم                   | 67.5          |
| الدول الأوروبية          | 80            |